# 大倉らいた
大倉 らいた（おおくら らいた、1962年 - ）は、ゲームシナリオライター、小説家。
中央大学法学部法律学科卒業。広告代理店の東急エージェンシー勤務を経て独立。
自称：小学26年生。大倉雷太名義の時もある。
先祖は大倉書店や大倉陶園などを創業した実業家の大倉孫兵衛。

## 略歴
セガサターン用ゲーム『センチメンタルグラフティ』のシナリオを担当。次回作『ハッピィサルベージ』ではシナリオと製作監督を務めた。『ハッピィ〜』は大規模なメディアミックス展開をみせ、実写版のテレビドラマ化もされている。
しかし『センチメンタルグラフティ』の続編である『センチメンタルグラフティ2』においては、制作元のマーカスが続編制作の条件として大倉を外すことをNECインターチャネルプロデューサー多部田俊雄に要求し、またマーカスが提案した「前作主人公の死」というコンセプトに大倉が難色を示したことが原因で、大倉は制作スタッフから外れることとなった。大倉はこうした内部事情を自身のサイトで公表。併せて『2』の著作権表記から自分の名前が外されたことにも不満を表明し、『センチメンタルグラフティ』が自分の作品である旨を強くアピールした。
『2』発売に先駆けて制作開始がアナウンスされた『センチメンタルプレリュード』の制作発表会において、多部田は「本当に作りたい物は自分で作らないと駄目だとわかりました（笑）」と発言。のち、大倉は『センチメンタル〜』シリーズに復帰。著作権表記には大倉主宰のスタジオCOMIXの名前も加えられた。
その後、大倉は『坂物語り』を企画。「日本各地を巡りながら複数のヒロインとの恋愛を育むというコンセプト」「キャラクターデザインに『センチメンタルグラフティ』の甲斐智久を迎える」「『センチメンタルグラフティ』のキャラクターをゲスト的に登場させる」などが計画されていたが、その後企画展開は小説版とコミカライズ版の発売のみに留まっている。
2004年4月15日に『リリカルレストラン あした天使の翼をかりて……』を発売。以降は表だった活動をしておらず、ホームページも長期無更新が続いた末に閉鎖され、日記ブログも2006年6月24日の書き込みを最後に止まり、現在の活動動向は一切不明である。
2018年9月1日に配信された『第8回 帰ってきたセンチメンタルナイト20』にてメッセージを寄せ、12年ぶりに消息が判明することとなった。現在の活動概況は公表しなかったが、その内容から、現在はハワイに滞在している模様である。

## 作品

### 漫画原作
- BLACK MOON - 作画はまつもと泉が担当

### コンピュータゲーム
- センチメンタルグラフティ
- ハッピィサルベージ

### 小説
- 誕生 〜Debut〜（電撃文庫）
- 結婚 〜Marriage〜（電撃文庫）
- センチメンタルグラフティ 約束/再会（角川スニーカー文庫）
  - 約束＋/再会＋（宙出版ハートノベルズ）
- 坂物語り（角川スニーカー文庫）
- ハッピィサルベージ（電撃文庫）
- リリカルレストラン（富士見ミステリー文庫）

### 脚本
- モジャ公 （第7話・第13話・第25話）